# Algena
Algena, eller Emahmime, är en stad i norra Eritreas inland.